# Pterocelastrus tricuspidatus

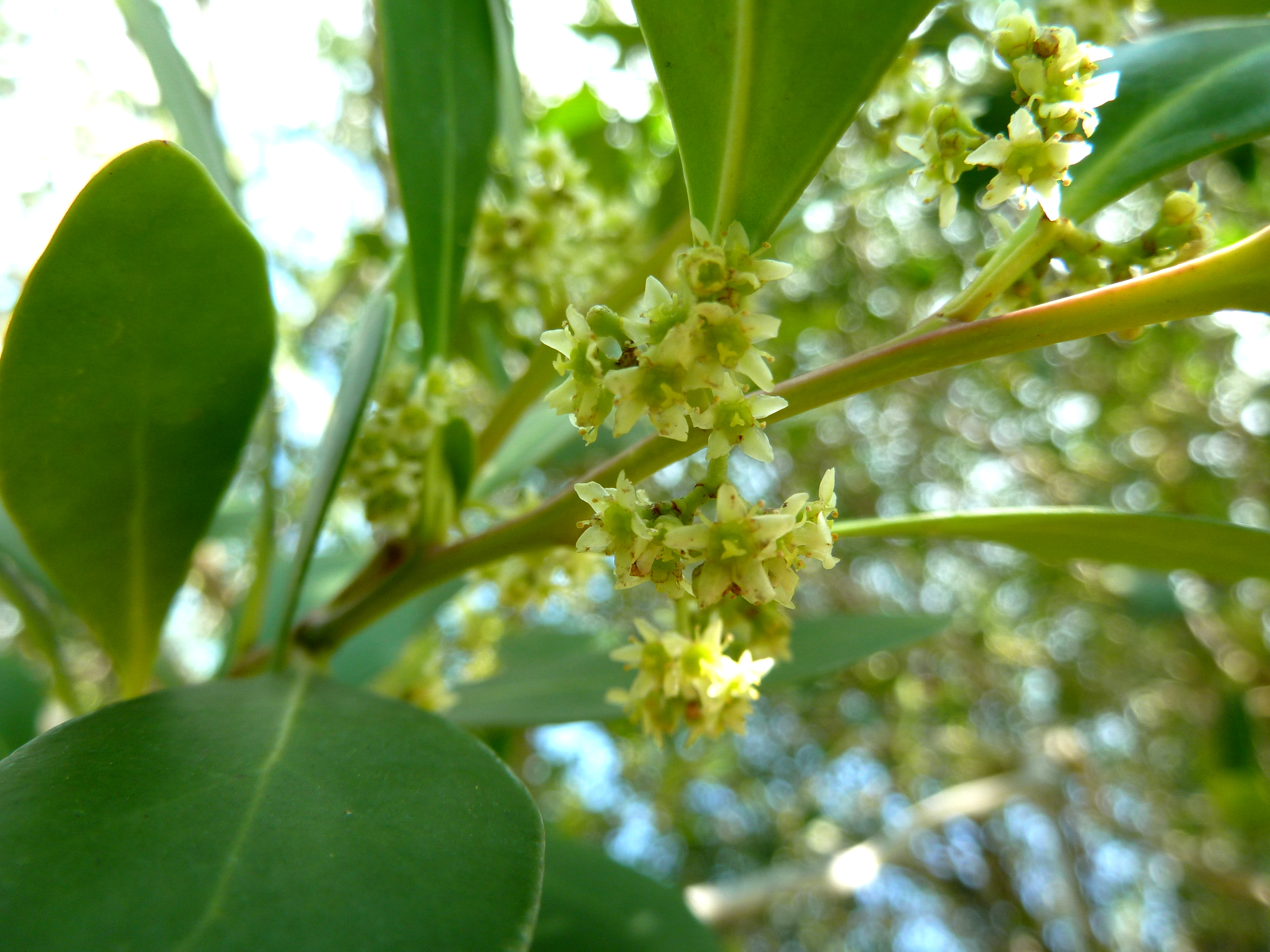
Blüten

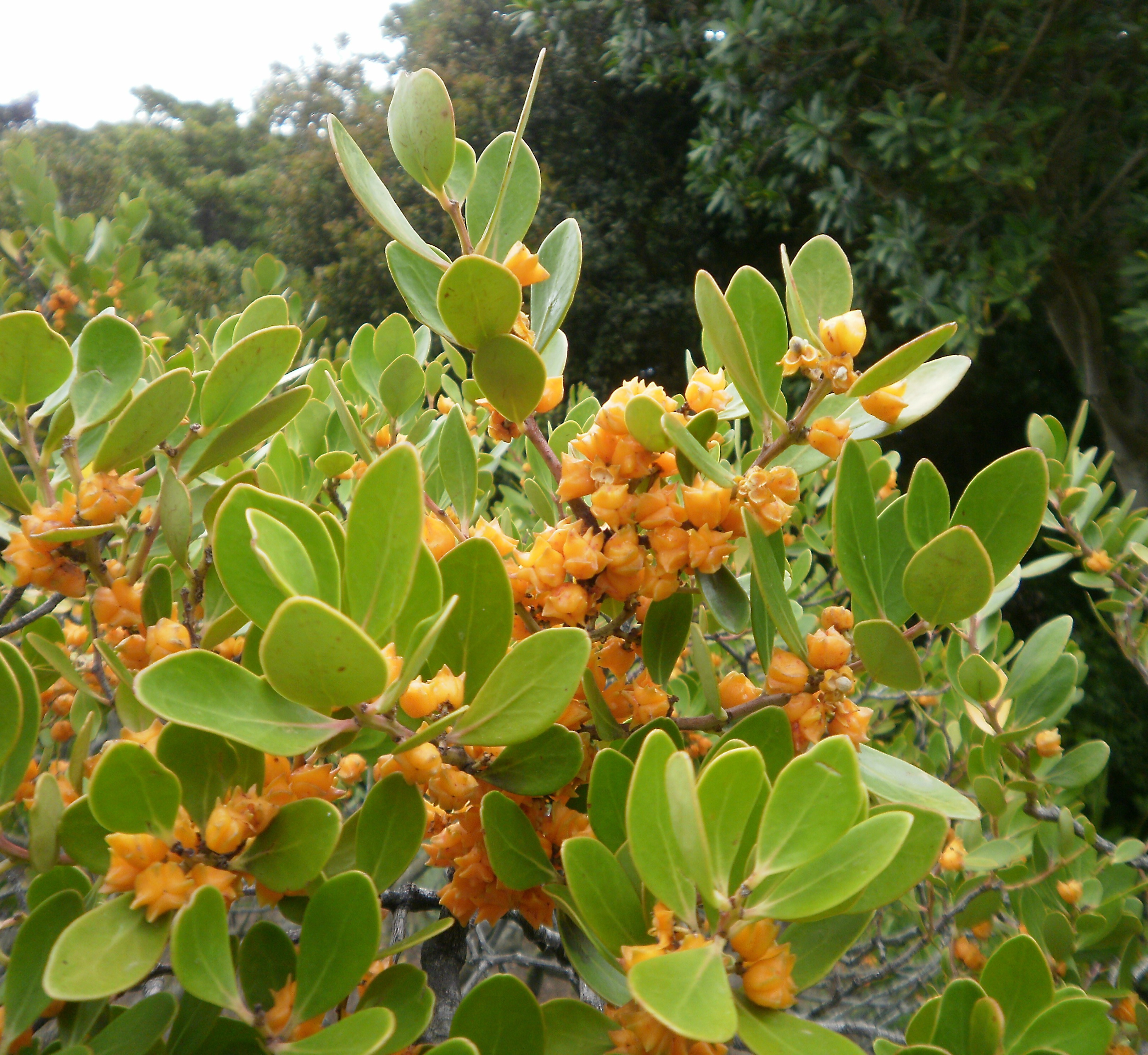
Fruchtstand und Blätter

Pterocelastrus tricuspidatus ist eine Pflanzenart aus Südafrika.

## Beschreibung
Pterocelastrus tricuspidatus wächst als immergrüner Strauch, Zwergstrauch oder als Baum bis über 6 Meter hoch, seltener einiges höher in Waldregionen.
Die wechselständigen und einfachen Laubblätter sind kurz gestielt. Der kurze, dicke Blattstiel ist bis etwa 5 Millimeter lang. Die steifen, kahlen Blätter sind bis etwa 3–5 (7,5) Zentimeter lang, verkehrt-eiförmig bis elliptisch, dickledrig, ganzrandig und stumpf bis abgerundet oder rundspitzig bis eingebuchtet. Die gefiederte Nervatur ist undeutlich. Die Blätter brechen mit einem „Knackgeräusch“. Die kleinen Nebenblätter sind abfallend.
Es werden achselständige, sehr kurze und zymöse bis knäuelige, wenigblütige Blütenstände gebildet. Die kleinen, duftenden, gestielten, zwittrigen und fünfzähligen Blüten sind weißlich mit doppelter Blütenhülle. Es sind 5 kurze Staubblätter vorhanden. Der dreikammerige Fruchtknoten ist oberständig mit kurzem Griffel und dreilappiger Narbe. Es ist ein dünner, gelappter und fleischiger Diskus vorhanden.
Es werden kleine, bis 7–10 Millimeter große, orange, zur Reife orange-bräunliche, verkehrt-konische, dreiteilige und bespitzte, gehörnte, lokulizidale, bis dreisamige Kapselfrüchte gebildet. Die drei Fruchtteile, -klappen sind ein- bis dreifach gehörnt bzw. geflügelt. Die kleinen, rundlichen und ledrigen Samen sind von einem membranösen Arillus umhüllt.

## Verwendung
Das schöne, schwere und beständige Holz ist begehrt. Es ist meist nur in kleinen Mengen verfügbar, es ist bekannt als Candlewood oder Cherrywood, Kershout, Kersiehout.
Frühe Kapkolonisten verwendeten die Äste und besonders die Wurzeln wegen des darin enthaltenen Harzes als Fackeln.